# Huifa (Ruinenstadt)
Die Stätte der alten Stadt Huifa (chinesisch 辉发城址, Pinyin Huīfā chéngzhǐ, englisch Huifa Ancient City) liegt auf dem Huifa Shan 辉发山 im Dorf Guanghui 光辉村 der Großgemeinde Huifacheng 辉发城镇 des Kreises Huinan 辉南县 der bezirksfreien Stadt Tonghua im Süden der chinesischen Provinz Jilin.
Zur Zeit der Ming-Dynastie war sie die Hauptstadt des am Huifa-Fluss (Huifa He) verbreiteten Jurchen-Stammes der Huifa (辉发部) der Haixi-Nüzhen (海西女真).
Sie steht seit 2006 auf der Liste der Denkmäler der Volksrepublik China (6-61).
Koordinaten: 42° 44′ N, 126° 11′ O